# Lew Williams
Lew Williams (* 12. Januar 1934 in Chilicothe, Texas; † 1. September 2019 in Texas) war ein US-amerikanischer Rockabilly-Sänger und -Musiker.

## Leben

### Kindheit und Jugend
Lew Williams wurde als drittes Kind seiner Eltern Ernest und Callie Williams geboren. Unter der Förderung seiner Mutter gab er ab dem Alter von vier Jahren erste lokale Auftritte, gab das Singen jedoch fünf Jahre später auf. Williams’ Familie zog nach Dallas, als er zwölf war. Dort beendete er auf der W.H. Adams High School seine schulische Ausbildung und begann 1952 an der Midwestern University zu studieren. Schon zwei Jahre zuvor hatte er gelernt Gitarre zu spielen.

### Anfänge
Zu der damaligen Zeit wurde Williams von dem regionalen Rhythm and Blues sowie der Country-Musik beeinflusst. Er hatte sein Interesse an der Musik wiedergefunden und war als Musiker bereits Mitglied des WFAA Saturday Night Shindig, einer lokalen Live-Radioshow, geworden.
Während seines Studiums verbrachte er oft Zeit in Jim Becks Aufnahmestudio, wo er erste Demo-Aufnahmen machte. Im Juli desselben Jahres folgten weitere Demos.
Nachdem er 1953 bei den Flair Records einen Plattenvertrag erhalten hatte, nahm er in Becks Studio seine erste Single I’ve Been Doing Some Slippin’ Too auf. Der Song wurde kein Hit, eröffnete Williams aber die Möglichkeit, weitere Aufnahmen zu machen. Im Juli 1954 nahm er weitere Demo-Bänder auf.

### Karriere
Die Aufnahmen wurden von Beck an den Plattenlabel-Besitzer Lew Chudd weitergegeben, der Williams bei seinem Label Imperial Records unterbrachte. Chudd war vor allem von Williams’ Lied Cat Talk angetan, das er 1956 mit weiteren Titeln aufnahm.
Die Single wurde im Juni 1956 veröffentlicht, im Mai hatte er bei Imperial schon eine erste herausgebracht. Alle seine Singles waren im populären Rockabilly-Stil gehalten, was jedoch auch nicht dem Durchbruch verhalf. Noch immer studierend entschloss Williams sich dann, seine Karriere aufzugeben. Nachdem er das Studium absolviert hatte, wurde er 1958 zur Armee eingezogen. Nach seiner Entlassung nahm er für die Dot Records noch einmal seine vorerst letzte Veröffentlichung auf. Als Songschreiber war Williams jedoch, wie so viele andere erfolglose Rockabilly-Musiker, weitaus erfolgreicher. Country-Stars wie Porter Wagoner, Ferlin Husky oder Floyd Cramer nahmen seine Titel auf.
In den 1960er Jahren eröffnete er zusammen mit Adrene Bailey ein Aufnahme-Studio. Später geriet er vollkommen aus dem Musikgeschäft, führte ein Liefer-Service und arbeitete als Publisher. 1998 wurden seine Imperial-Aufnahmen von den Bear Family Records auf einer CD veröffentlicht. In den Rockabilly-Fan-Gemeinden in England und Japan erreichte er ungeahnte Berühmtheit und trat 2000, fast vierzig Jahre nach seinem vergeblichen Versuch Karriere zu machen, auf dem Las Vegas Rockabilly Festival auf. Im selben Jahr veröffentlichte er sein erstes Album Teenager’s Talking On The Phone.

## Diskografie

### Singles
| Jahr | Titel | Plattenfirma         |
| ---- | --- | -------------------- |
| 1954 | I’ve Been Doin’ Some Slippin’ Too / Please Don’t Tell A Lie About Me                                                                                    | Flair Records        |
| 1956 | I’ll Play Your Game / Don’t Mention My Name | Imperial Records     |
| 1956 | Cat Talk / Gone Ape Man | Imperial Records     |
| 1956 | Bop Bop Ba Doo Bop / Something I Said | Imperial Records     |
| 1957 | Centipede / Abracadabra | Imperial Records     |
| 1958 | The Girl I Saw On Bandstand / I Saw You Crying In The Show (als Vik Wayne)                                                                              | Hamilton Records     |
|      | - I Cried Over You For The Last Time Last Night - Just For Tonight - What’re We Gonna Do - Cool It Ramon - Little ’Un - Teenager’s Talking On The Phone | nicht veröffentlicht |
|      | - My New Pink Suedes - All Through The Night - Between Classes - Junior High Doll - Our Love - Over                                                     | nicht veröffentlicht |
|      | - Rock and Roll School - All That I Own - Ba-Ba-Baby - Blue Eyed Blues - I Like The Way - I’m The Manager Of The Flying Purple People Eater             | nicht veröffentlicht |
|      | - Just Anytime - Missin’ - Stick Around After School - Teenage Tears - Three Cheers (For My Baby) - You’re Not My Baby This Year                        | nicht veröffentlicht |

### Alben
- 1999: Cat Talk
- 2000: Teenager’s Talking On The Phone